# 气动扳手

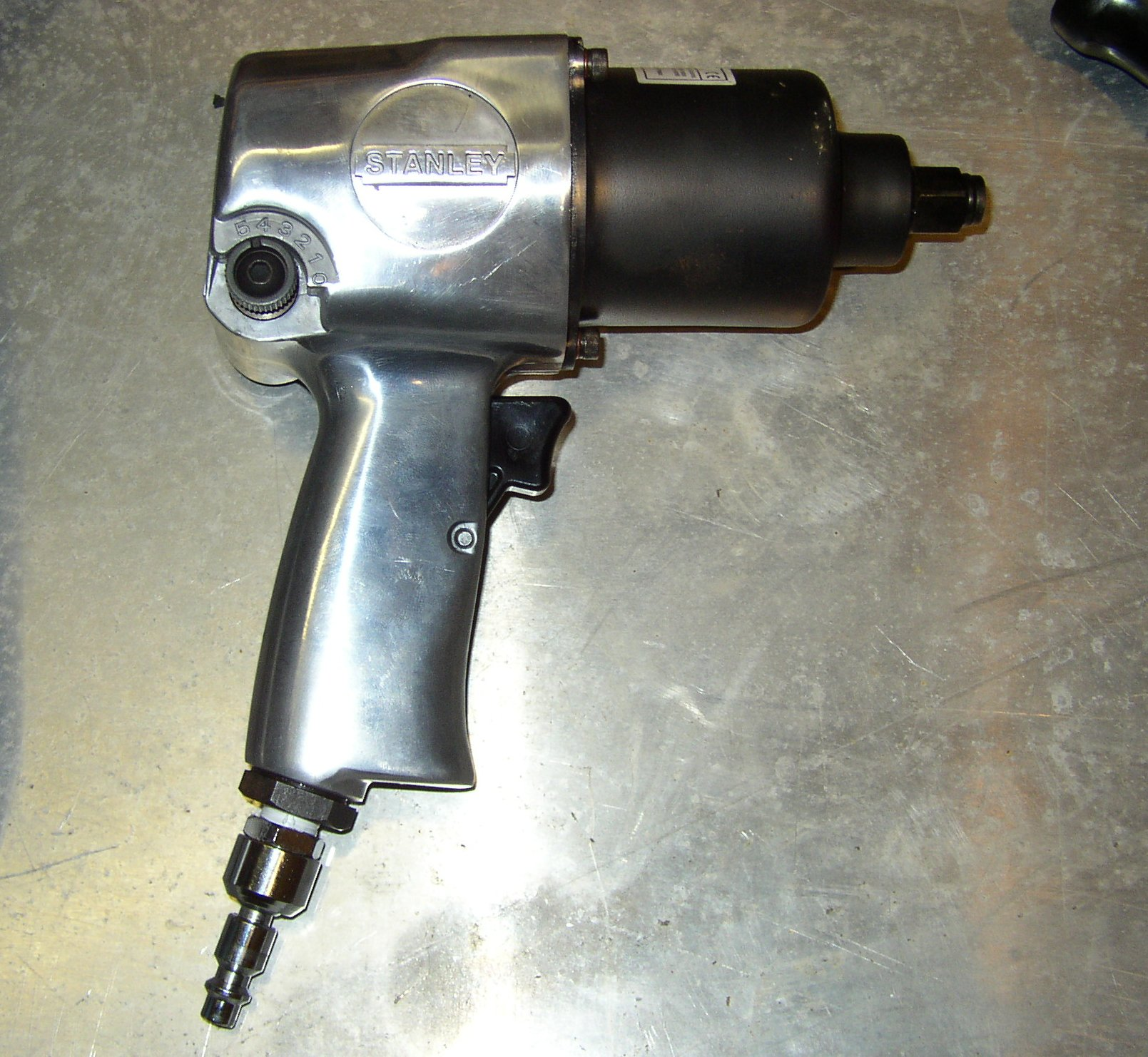
½英寸推進手槍夾子空氣衝擊式套筒扳手

氣動扳手（英語：或），也稱為是棘輪扳手及電動工具總合體，主要提供高扭矩輸出最小的消耗的工具。
壓縮空氣是最常見的動力源，儘管電動或液壓動力也使用，電池裝置近年也越來越受歡迎。
氣動扳手被廣泛應用在許多行業，如汽車或摩托車維修（幾乎每家汽車維修廠或機車專賣店都會配置該物品），重型設備維修，產品裝配（通常稱為“脈衝工具”和專為精確的扭矩輸出），重大建設項目，以及其他任何一個地方的高扭矩輸出需要。
氣動扳手可在每一個標準的棘輪插座驅動器大小，從小型的¼英寸驅動器的工具小組裝和拆卸，到3.5英寸都有。

### 動力來源
氣動扳手常用的能量來源為壓縮空氣，並提供一個便宜的設計以最佳的力量對重量比率。提供勻速和更高「旋轉」扭矩。也有電動扳手，任選一種動力使用，也有汽車專用的直流12伏特或24伏特電源。 最近，充電式扳手已經變得非常流行，雖然它們的功率輸出低於氣動扳手及電動扳手。一些工業工具液壓驅動的，使用高速液壓馬達, 而且常用於一些大型設備修理店家、大型建造場所。

### 尺寸和樣式

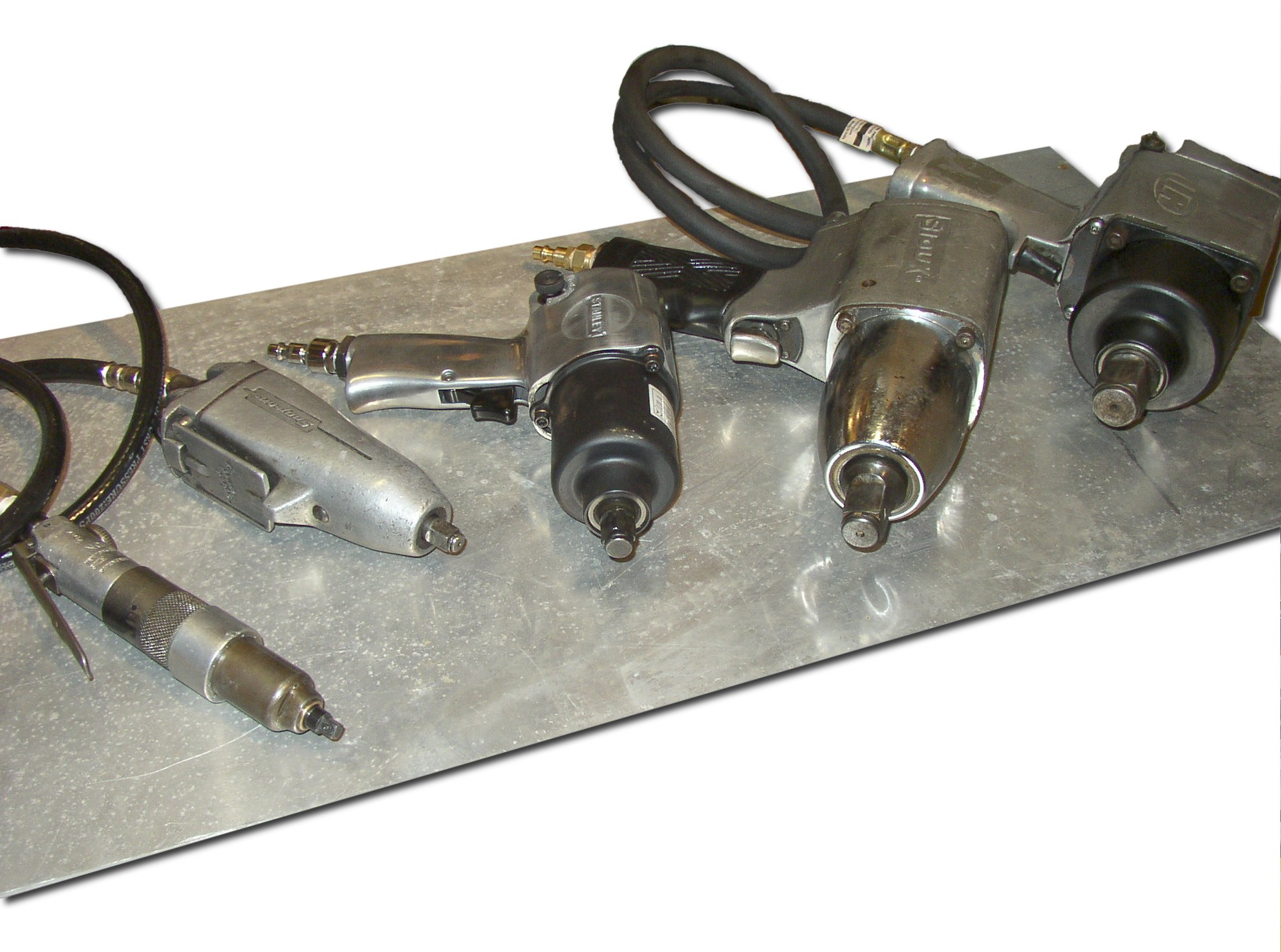
各種各樣的衝擊式套筒扳手，在所有共同的大小從1/4 "到1 "，不同稱呼，包括線型，蝴蝶和手槍式握把。

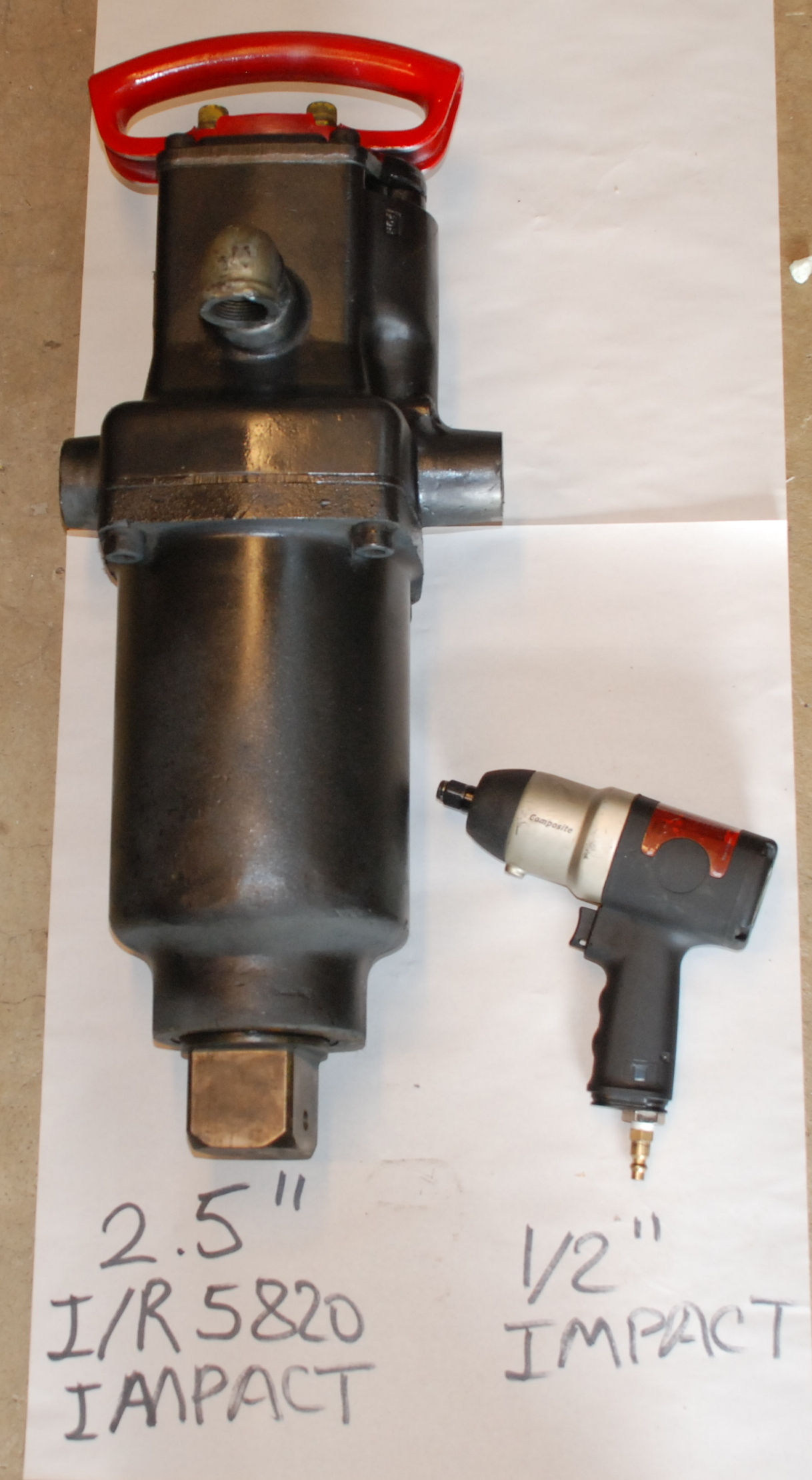
2-1/2"大驅動器英格索蘭的影響比常規1/2"衝擊扳手。

### 錘擊機制

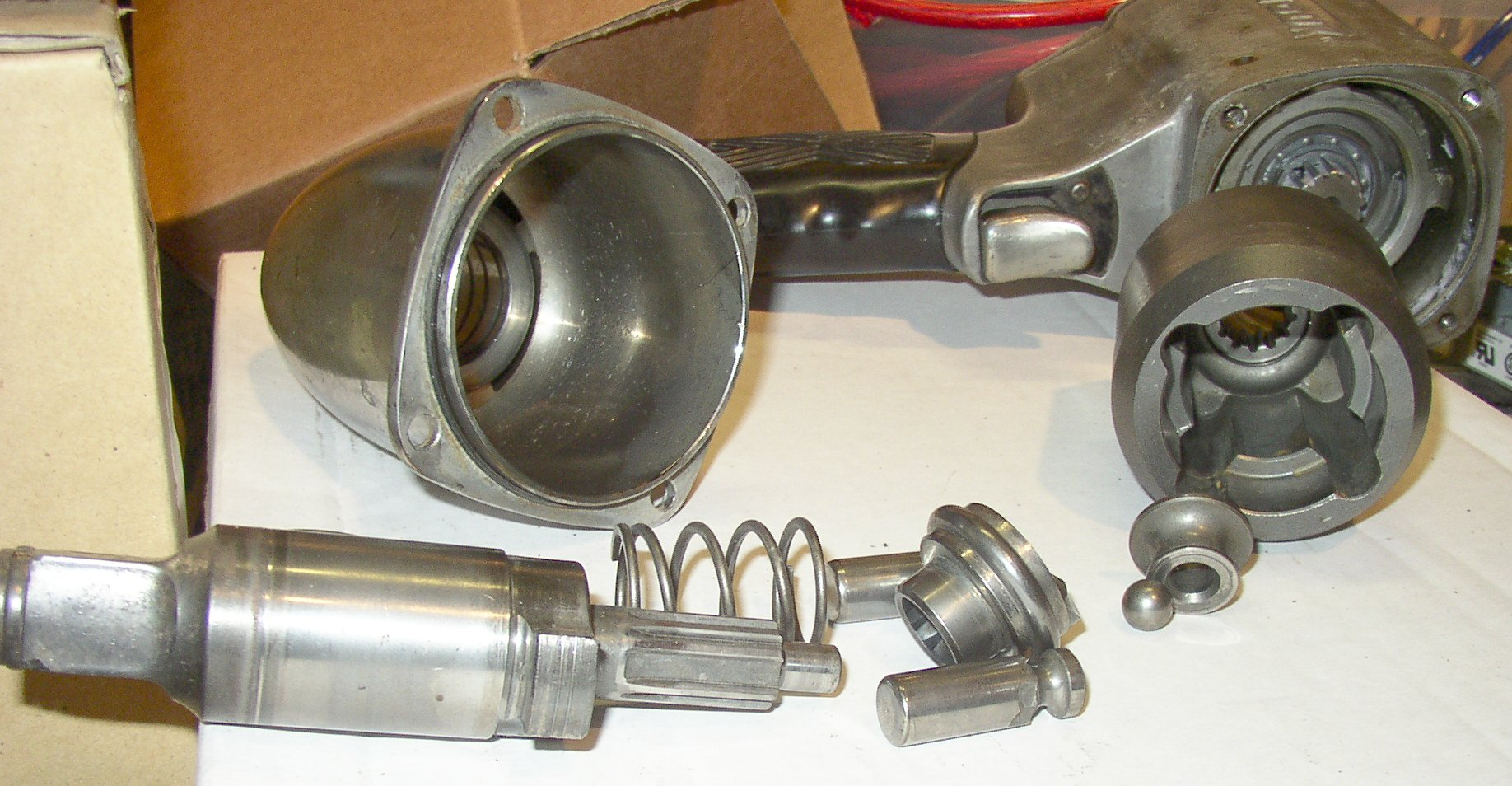
3/4 "推进冲击式套筒扳手的別針傳動器機制。